# Z 9600
,,
Les Z 9600 étaient des rames automotrices électriques de la SNCF (officiellement éléments automoteurs électriques), destinées au service voyageurs omnibus et express dans diverses régions de France, notamment en Bretagne, Pays de la Loire et Rhône-Alpes.

## Description
Ces rames à deux caisses font partie de la famille des « Z2 » au même titre que les Z 7300, Z 7500, Z 11500, Z 9500 et CFL série 2000 dont elles sont une évolution. Ce matériel à un seul niveau est bicourant (continu 1,5 kV et monophasé 25 kV-50 Hz).
Les Z 9600 qui appartiennent à l'activité TER Pays de la Loire arborent le pelliculage TER Pays de la Loire à partir du mois d'août 2010.

## Services effectués

### TER Auvergne-Rhône-Alpes

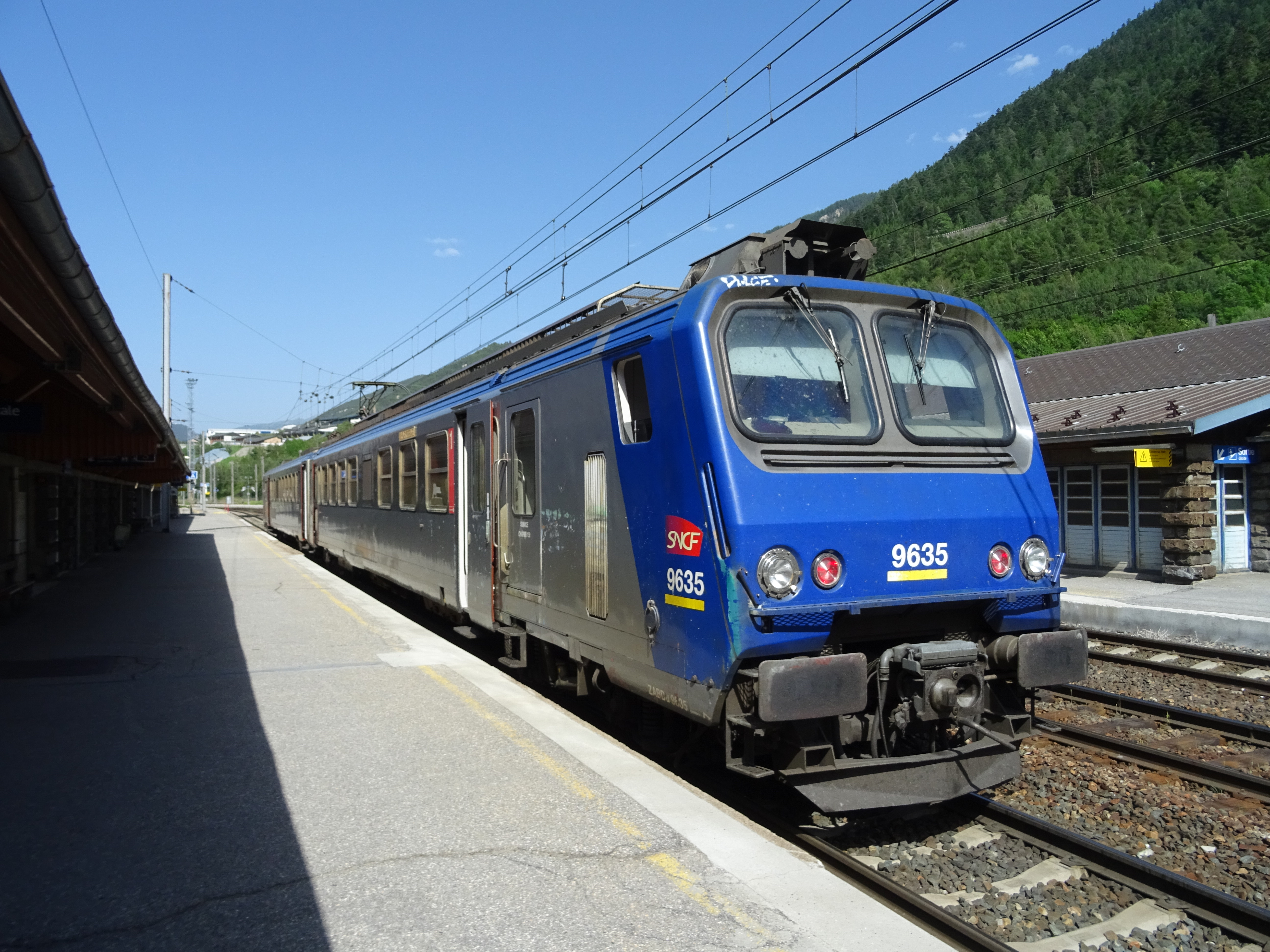
Rame Z 9600 en gare de Modane.

Les Z 9600 officient encore sur de nombreuses relations du réseau TER Auvergne-Rhône-Alpes, en particulier sur les étoiles ferroviaires de Chambéry et de La Roche-sur-Foron :
- Évian – Annemasse – Genève / Bellegarde[réf. nécessaire]
- Annecy – La Roche-sur-Foron – Saint-Gervais[4]
- Annecy – Chambéry[réf. nécessaire]
- Bourg-Saint-Maurice – Chambéry – (Lyon)[réf. nécessaire]
- Modane – Chambéry – (Lyon)[5]
- Chambéry – Lyon[réf. nécessaire]
- Lyon – Bourg-en-Bresse – Lons-le-Saunier[réf. nécessaire]
- Lyon – Ambérieu – Aix-les-Bains – Annecy[réf. nécessaire]
- Lyon – Givors-Ville[réf. nécessaire]

### TER Bourgogne-Franche-Comté
- Dijon – Besançon – Belfort
- Dole – Pontarlier
- Dole – Lons-le-Saunier
- Bourg-en-Bresse – Saint-Amour – Dijon (remplacement d'AGC)

### TER Bretagne, TER Pays de la Loire et TER Centre-Val de Loire

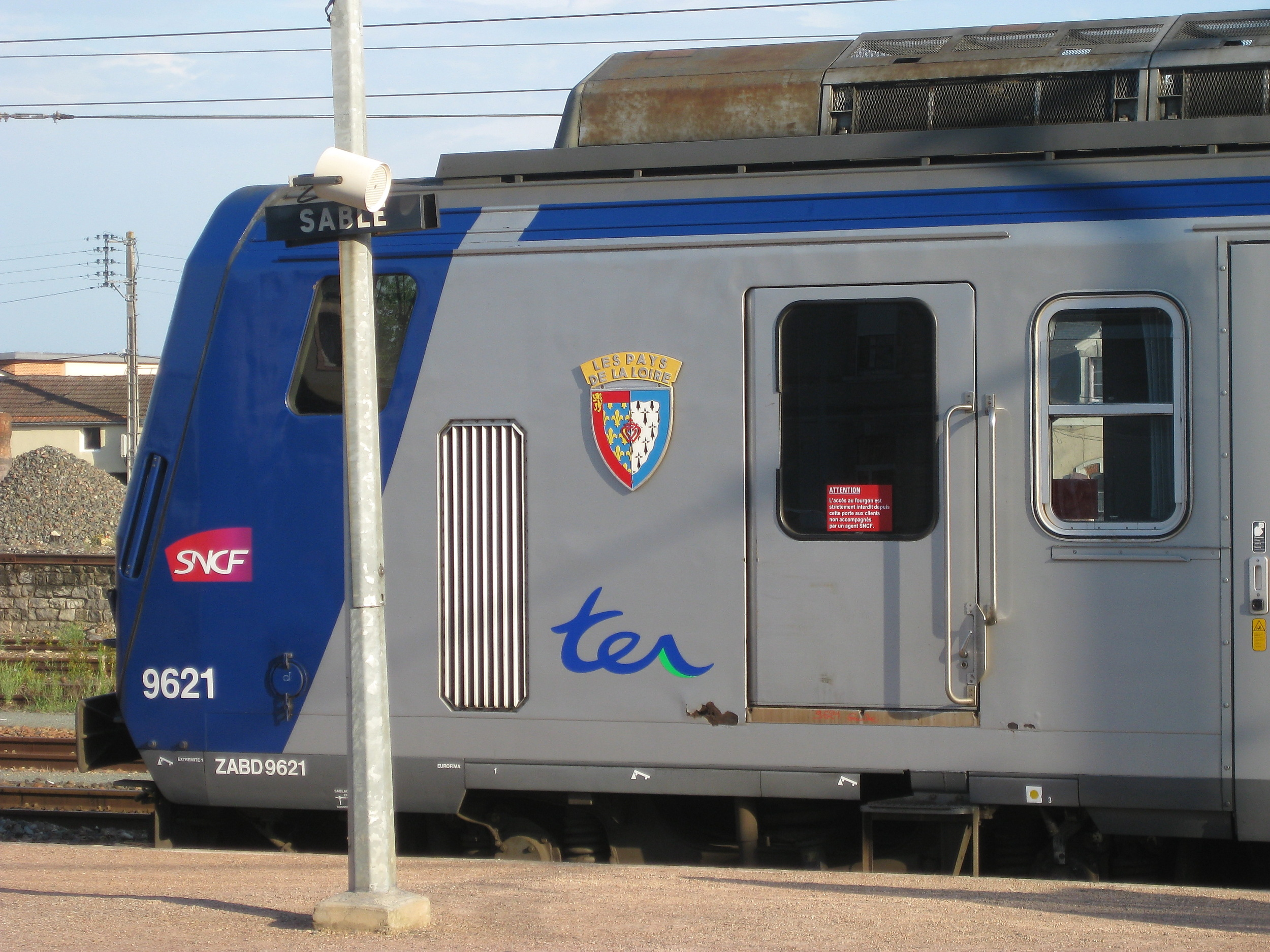
Détail d'une Z 9600 en gare de Sablé, avec le blason des Pays de la Loire bien visible.

Les engins affectés historiquement (avant les créations des STF, voir plus bas) au technicentre de Rennes assurent, pour le compte des trains TER Bretagne, TER Pays de la Loire et TER Centre-Val de Loire, les relations suivantes :
- Rennes – La Brohinière
- Rennes – Redon – Nantes[6]
- Rennes – Montreuil-sur-Ille
- Nantes – Angers – Saumur – Tours[6]
- Saumur – Thouars
- Angers – Sablé – Le Mans
- Le Mans – Paris
- Le Mans – Laval – Vitré – Rennes[6]
- Nantes – Saint-Nazaire – Le Croisic[6]
- Redon – Lorient

## Dépôts titulaires
- Radiations des dernières Z 9600 au 2 janvier 2023

## Modélisme
- Cette automotrice a été reproduite en HO par la firme Jouef en Z 9500.

## Galerie de photographies

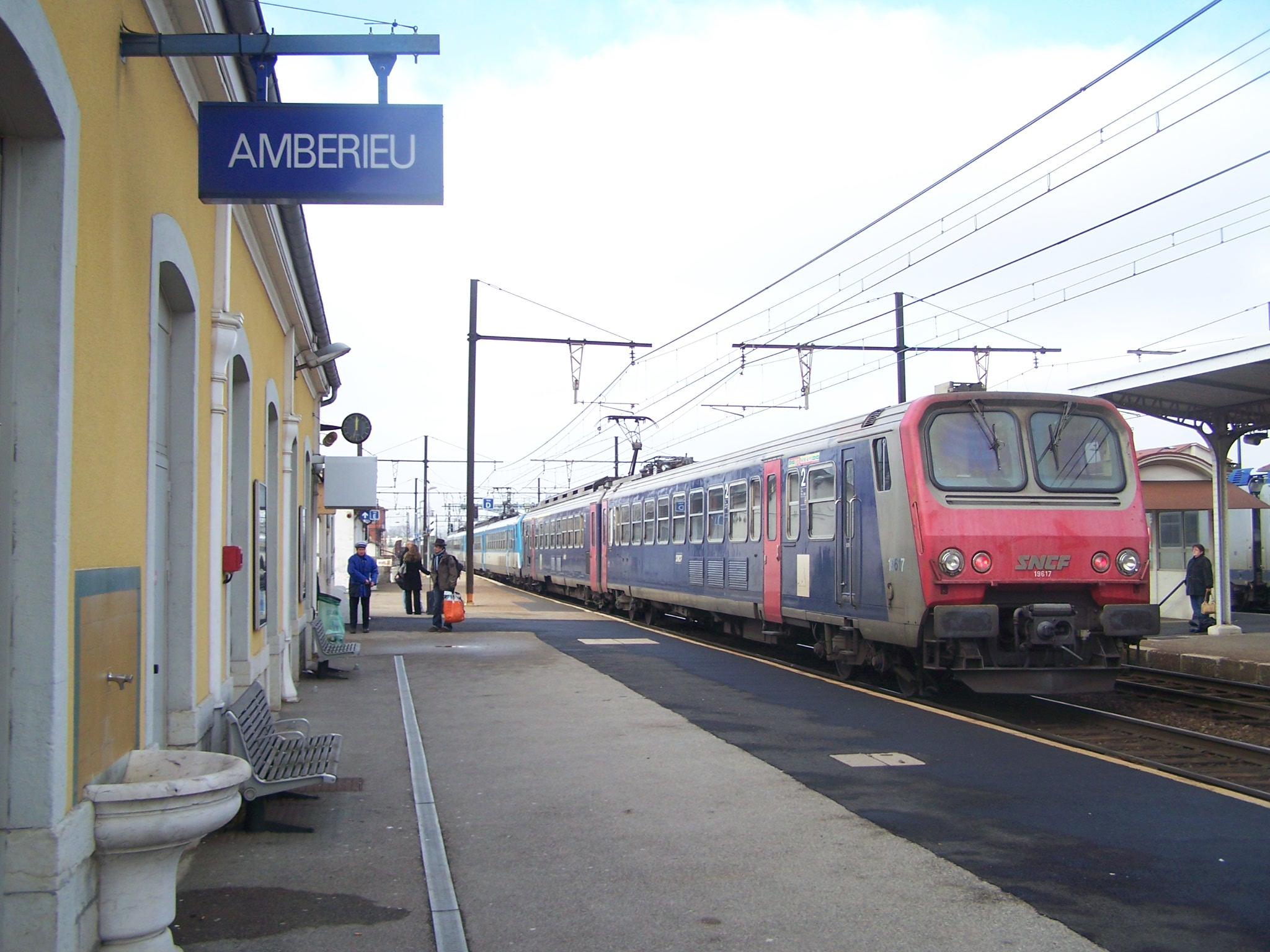
La Z 9617 en gare d'Ambérieu dans l'Ain.
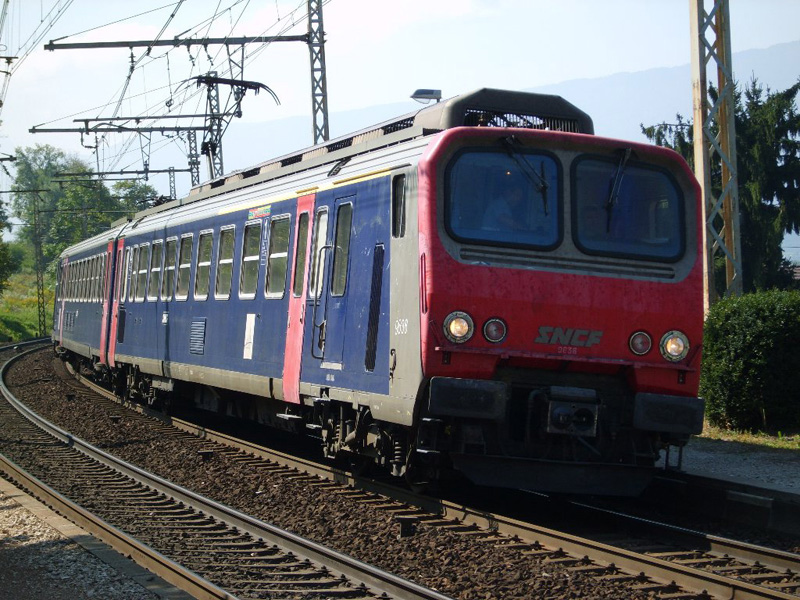
La Z 9636 sur un Chambéry - Culoz.
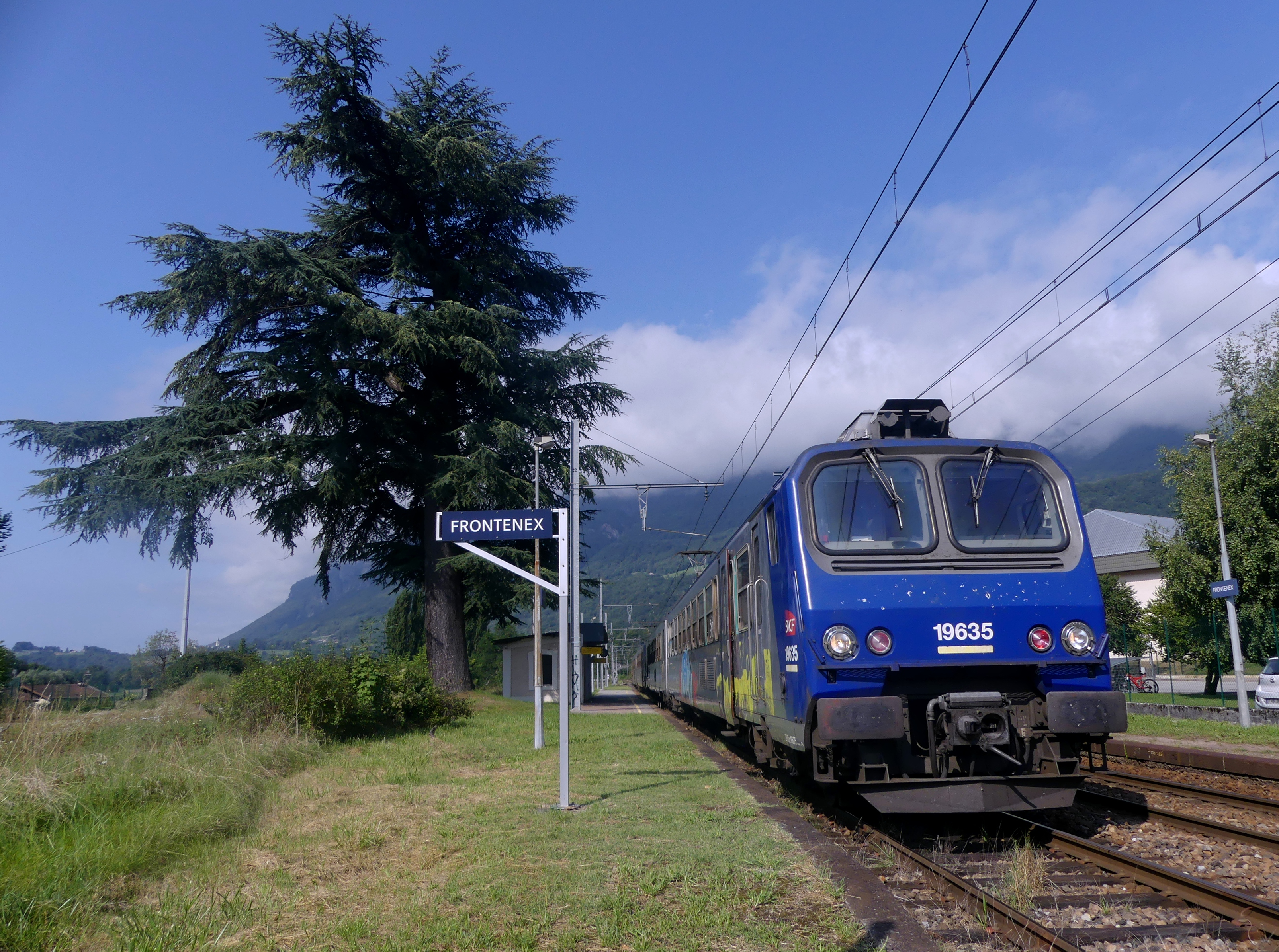
La Z 9635 sur un Chambéry-Bourg-Saint-Maurice.
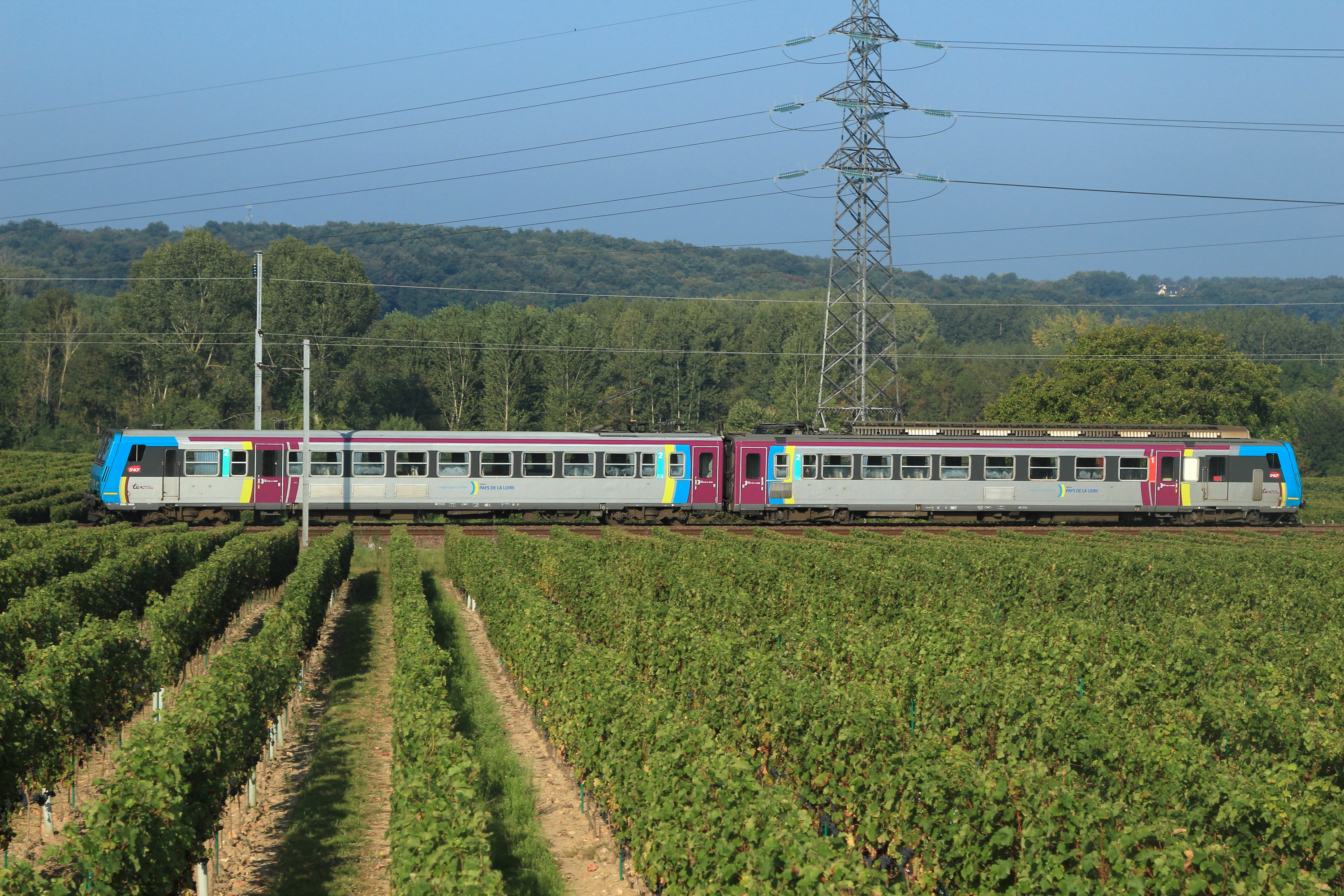
La Z 9609 en livrée Pays de la Loire vue dans les vignes de Chacé, sur un TER Thouars - Saumur.